# Коляне
Коляне (хорв. Koljane) — населений пункт у Хорватії, у Сплітсько-Далматинській жупанії у складі міста Врлика.

## Населення
Населення за даними перепису 2011 року становило 21 осіб.
Динаміка чисельності населення поселення:

## Клімат
Середня річна температура становить 9,99 °C, середня максимальна – 23,46 °C, а середня мінімальна – -4,69 °C. Середня річна кількість опадів – 1005 мм.
| Клімат поселення                              | Клімат поселення | Клімат поселення | Клімат поселення | Клімат поселення | Клімат поселення | Клімат поселення | Клімат поселення | Клімат поселення | Клімат поселення | Клімат поселення | Клімат поселення | Клімат поселення | Клімат поселення |
| Показник                                      | Січ.             | Лют.             | Бер.             | Квіт.            | Трав.            | Черв.            | Лип.             | Серп.            | Вер.             | Жовт.            | Лист.            | Груд.            |                  |
| Середній максимум, °C                         | 7,82             | 8,08             | 11,11            | 14,85            | 19,38            | 23,01            | 23,46            | 23,39            | 19,54            | 15,34            | 10,36            | 7,79             |                  |
| Середня температура, °C                       | 1,57             | 1,82             | 4,85             | 8,59             | 13,11            | 16,74            | 19,02            | 18,94            | 15,09            | 10,88            | 5,91             | 3,33             |                  |
| Середній мінімум, °C                          | −4,69            | −4,44            | −1,42            | 2,34             | 6,84             | 10,48            | 14,55            | 14,48            | 10,64            | 6,43             | 1,45             | −1,12            |                  |
| Норма опадів, мм                              | 77               | 71               | 76               | 84               | 72               | 76               | 53               | 63               | 91               | 109              | 127              | 106              |                  |
| Середньомісячна швидкість вітру, м/с          | 2.16             | 2.44             | 2.60             | 2.54             | 2.30             | 2.01             | 1.99             | 1.88             | 2.04             | 2.14             | 2.42             | 2.48             |                  |
| Середньомісячна сонячна радіація, кДж/м²·день | 5309             | 8055             | 11687            | 16030            | 19756            | 22192            | 23799            | 21159            | 15655            | 10273            | 5800             | 4530             |                  |
| --------------------------------------------- | ---------------- | ---------------- | ---------------- | ---------------- | ---------------- | ---------------- | ---------------- | ---------------- | ---------------- | ---------------- | ---------------- | ---------------- | ---------------- |
| Джерело:                                      |                  |                  |                  |                  |                  |                  |                  |                  |                  |                  |                  |                  |                  |